# Wasserturm Trelleborg

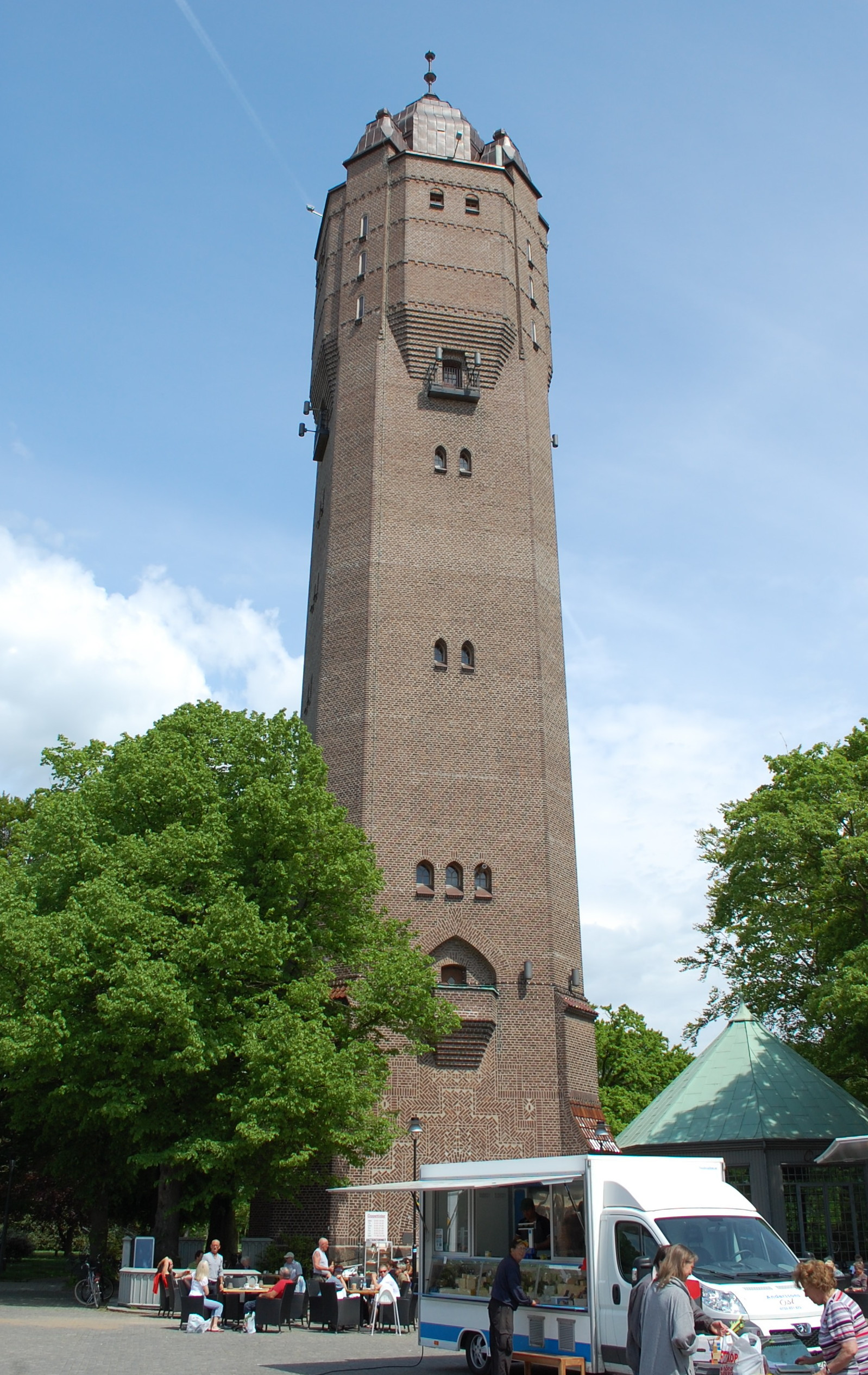
Wasserturm Trelleborg

Der Wasserturm Trelleborg ist ein ehemals als Wasserturm genutzter Turm in der Stadt Trelleborg in Schweden.
Er befindet sich am Stortorget in der Trelleborger Innenstadt unmittelbar am Stadtpark.
Der Turm hat eine Höhe von 58 Metern und ist damit das höchste Gebäude Trelleborgs. Er entstand im Jahr 1911 nach Plänen des Stockholmer Architekten Ivar Tengbom und war bis 1971 als Wasserturm in Betrieb.
Am Fuß des Turms befindet sich in einem gläsernen Pavillon das Café Vattentornet. Der Turm selbst ist für die Öffentlichkeit nicht zugänglich.